# شفنينيات
الشِّفنِينِيّات (الاسم العلمي: Batoidea) هي طبقة من الأسماك تتبع الصنف الأشلاق من طائفة الأسماك الغضروفية. وهي مسطحة الشكل. تعيش الشفنينيات في مختلف أنحاء العالم، خصوصاً المناطق المناطق المدارية وشبه-المدارية والمعتدلة. وهي تقطن كلا المحيطات والماء العذب، وتعيش عادة في البحر المفتوح وتيارات الماء العذب والبحيرات والماء الضحل البعيد عن الشاطئ إضافة إلى الخطوط الساحلية. تتميز الشفانين بزعانفها الصدرية الكبيرة والعريضة التي تسمى أحياناً «الأجنحة»، وكثيراً ما تستخدمها للسباحة عبر الماء أو حتى للوثب خارجه.
تتألف الشفنينيات مما يُقارب 530 نوعاً تتضمن القيثاري وشيطان البحر وأبي منشار والرعاد الكهربائي إلخ. تتميز هذه الأسماك بامتلاكها لفتحات في جسمها تسمى «الفتحات الخيشومية» تستخدمها لنقل الماء إلى الخياشيم. تعيش معظم أسماك الشفنين في قاع البحر، وتتغذى على المخلوقات الموجودة فيه مثل الرخويات والأسماك الصغيرة. تتميز الشفانين عن القروش بأجسامها المسطحة الشبيهة بالأقراص وأيضاً بأجنحتها الكبيرة.

## علم التشريح

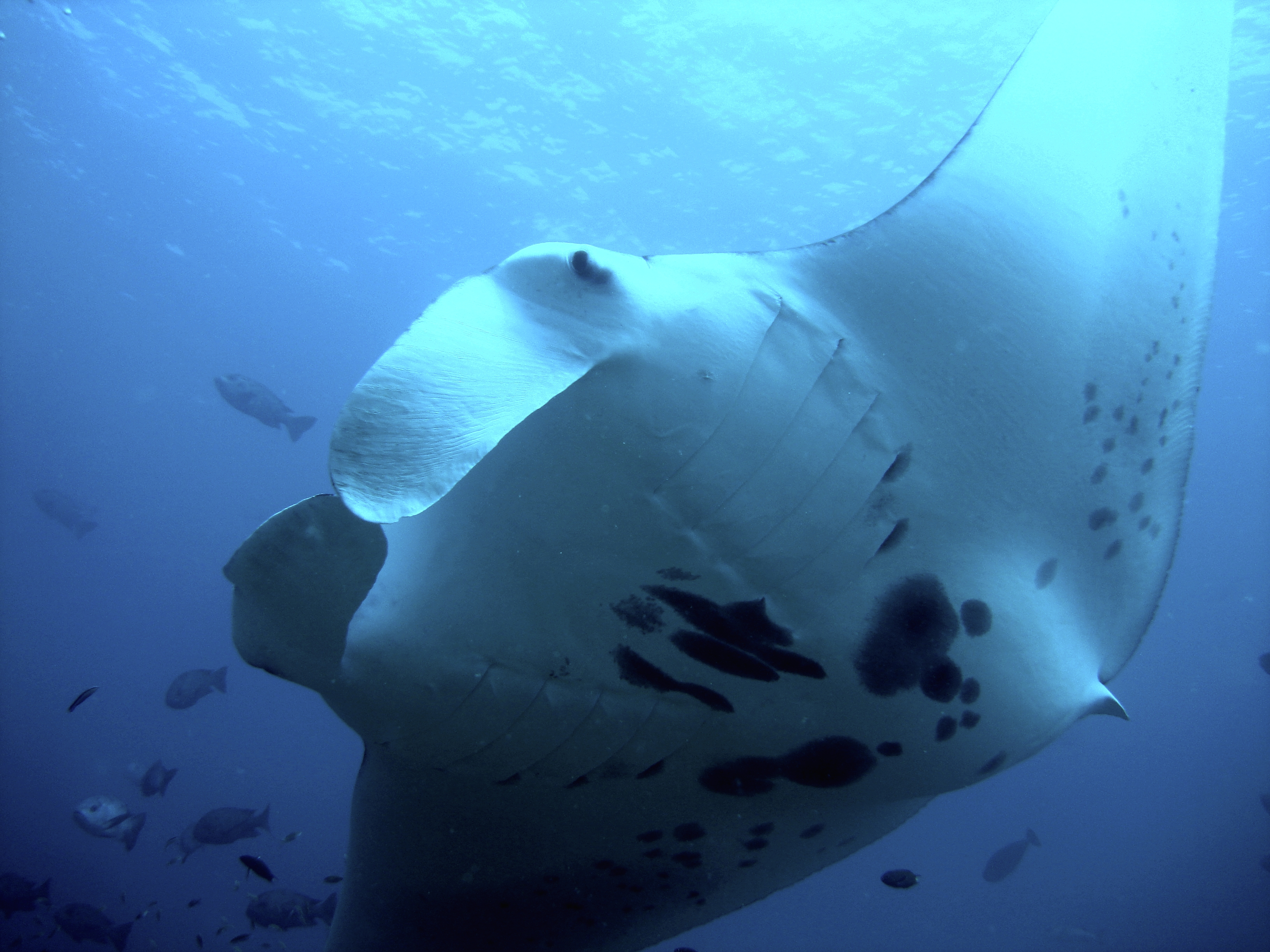
منظر سفلي لشفنين تظهر فيه فتحاته الخيشومية.

تملك الشفانين أجساماً مسطحة، وهي - مثل القروش - من أنواع الأسماك الغضروفية، مما يَعني أنها تملك هياكل داخلية عديمة العظام تتكون بدلاً من ذلك من غضاريف قوية ومرنة. تملك معظم الشفانين فتحات بطنية شبيهة بالشقوق تسمى «الشقوق الخيشومية»، والتي تقود الماء إلى الخياشيم. تقع الفتحات الخيشيومية عند الشفانين تحت الزعنفة الصدرية على الجانب السفلي من الجسم، في حين أنها تقع عند القروش على جانبي الرأس. تملك معظم الشفانين أجساماً مسطحة شبيهة بالأقراص (باستثناء سمكة القيثاري وأبي المنشار الذين يَملكان شكل الطوربيد)، في حين أن معظم القروش تملك أجساماً انسيابية. طورت العديد من أنواع الشفانين زعانفها الصدرية إلى ذيول عريضة ومسطحة شبيهة بالأجنحة، والتي ربما تكون من أبرز مُميزاتها. تتميز الشفانين أيضاً بعدم امتلاكها لزعانف شرجية، وبأن عيونها تقع على قمة رأسها.

## الغذاء
الشفانين هي لواحم تتغذى على الحيوانات الأخرى مثل الرخويات والقشريات والديدان وأحياناً الأسماك الأصغر حجماً. لكن بالرغم من هذا، تتغذى بعض أنواعها بتصفية ماء البحر للإمساك بالقشريات والأسماك الصغيرة وأيضاً العوالق التي في الماء.

## التصنيف
تنقسم فوق رتبة الشفانين إلى ثلاث رتب رئيسية: الشفينينيات الكهربائية والمنشاريات والسفنيات، وحديثاً تم فصل مجموعة عن السفنيات مكونة رتبة جديدة باسم «الشفنينيات النسرية».
تتميز الشفانين الكهربائية بأعضاءٍ مُكهربة كبيرة تقع بين الرأس والزعانف الصدرية، ويُمكنها استخدام هذه الأعضاء لإنتاج صدمات قوية إما للدفاع عن نفسها أو لقتل فريستها. تملك هذه الأسماك جلداً أملساً، ويُؤلف رأسها وجذعها مع الزعانف الصدرية قرصاً دائرياً، أما ذيلها فهو فصير وثخين. يُوجد حوالي 20 نوع معروف من الشفانين الكهربائية تقطن كلها البحار الحارة، وتصل أوزان بعضها إلى 90 كيلوغرام.
- ورنكيات الشكل
  - الورنكية
    - الورنك

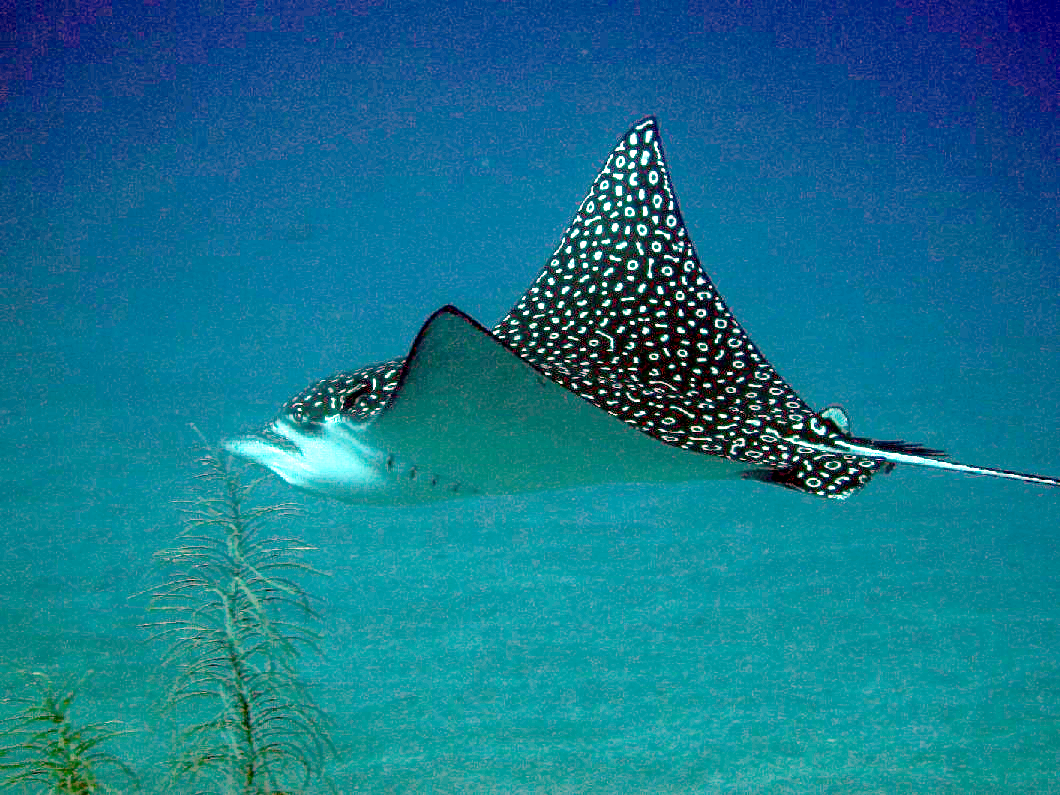
شفنين نسر يَسبح.

جميع الأنواع الأخرى من الشفانين - والتي تفتقر إلى الأعضاء الكهربائية - تملك جلداً خشناً عموماً وكثيراً ما تحمل أشواكاً قوية. تملك المنشاريات أنوفاً ممتدة إلى نصل طويل يَمتلك صفاً من الأسنان القوية على كل جانب منه، وهو مصدر اسمها. هناك ستة أنواع معروفة من هذه الأسماك تقطن كلها في البحار الحارة، وكثيراً ما توجد على الشواطئ الرملية ومصبات الأنهار.
تتميز السفّنيات بامتداد زعانفها الصدرية الكبيرة (الأجنحة) إلى الأنف وما وراءه، والتي يَتوقف امتدادها فجأة عند قاعدة الذيل النحيل. تنتج أسماك السفن البيوض على عكس الشفانين الأخرى، والتي تكون كبيرة ومستطيلة الشكل ويُغطيها غلاف جلدي مظلم. تفتقر السفنيات إلى الأشواك النحيلة والطويلة التي تميز السمك اللساع وتملكها بعض الشفانين الأخرى.
و من ضمن الانواع المعروفة في الشفنينيات :
- الشَفانين البحرية و تتضمن:

1. أبو مِهماز.
2. فَرْش.
3. لِمّا.
4. شِفنين بحري.
5. سَفَن.
6. وَرْنك.
7. رَعّادة.

- الورانك وتتضمن:

1. الوَرْنك.